# Jolanta Ługowska
Jolanta Elżbieta Ługowska (ur. 6 marca 1948 w Pionkach) – polska filolog polska, specjalizująca się w folklorystyce, teorii i historii literatury; nauczyciel akademicki, związana z uczelniami w Lublinie i we Wrocławiu.

## Życiorys
Urodziła się w 1948 roku w Pionkach, w województwie mazowieckim, gdzie spędziła dzieciństwo i wczesną młodość. Po ukończeniu tamtejszego liceum ogólnokształcącego i pomyślnie zdanej maturze, rozpoczęła w 1965 roku studia polonistyczne na Uniwersytecie Marii Curie-Skłodowskiej w Lublinie, które ukończyła w 1970 roku. W latach 1970-1973 pracowała jako asystentka w Instytucie Filologii Polskiej UMCS. W roku akademickim 1973/1974 odbyła roczny staż w Instytucie Badań Literatury Polskiej PAN w Warszawie. Od 1976 roku związała się zawodowo z Instytutem Filologii Polskiej Uniwersytetu Wrocławskiego. Stopień naukowy doktora nauk humanistycznych zdobyła w 1977 roku na podstawie pracy pt. Ludowa bajka magiczna jako tworzywo literatury. Stopień naukowy doktora habilitowanego nauk humanistycznych w zakresie literaturoznawstwa otrzymała w 1994 roku na podstawie rozprawy nt. W świecie ludowych opowiadań. Teksty, gatunki, intencje narracyjne. Na uczelni tej uzyskała w 1996 stanowisko profesora nadzwyczajnego, a kilka lat później profesora zwyczajnego. W 2002 roku uzyskała tytuł profesora nauk humanistycznych.
Od 1978 roku kieruje, po śmierci prof. Jerzego Cieślikowskiego, pracami międzyuczelnianego zespołu zajmującego się kulturą dzieci i nastolatków w ramach tzw. Problemu węzłowego "Polska kultura narodowa. Tendencje rozwojowe i percepcja". Jest kierownikiem Zakładu Literatury Ludowej, Popularnej i Dziecięcej na Instytucie Filologii Polskiej UWr.

## Dorobek naukowy
Jej zainteresowania naukowe związane są z badaniami literaturoznawczymi z uwzględnieniem kulturowych kontekstów literatury, a także zagadnień jej wewnętrznego zróżnicowania. Głównym podmiotem jej zainteresowań są problemy kultury ludowej i folkloru widziane z perspektywy literaturoznawcy - tekstologa i genologa, a także literatura dla dzieci i młodzieży rozpatrywana jako specyficzny typ twórczości sięgający do tradycji i wykorzystujący repertuar gatunkowy literatury wysokoartystycznej. Do jej głównych publikacji należą:
- Ludowa bajka magiczna jako tworzywo literatury, Wrocław 1981.
- Bajka w literaturze dziecięcej, Warszawa 1988.
- W świecie ludowych opowiadań : teksty, gatunki, intencje narracyjne, Wrocław 1993.
- Folklor - tradycje i inscenizacje. Szkice literacko-folklorystyczne, Warszawa 1999.
- Anioł w literaturze i w kulturze, Wrocław 2004.
- Baśnie nasze współczesne, Wrocław 2005.
- W Fantazjanie i gdzie indziej. Szkice o baśni literackiej, Wrocław 2006.